# جون أندرسون (عالم الحيوان)

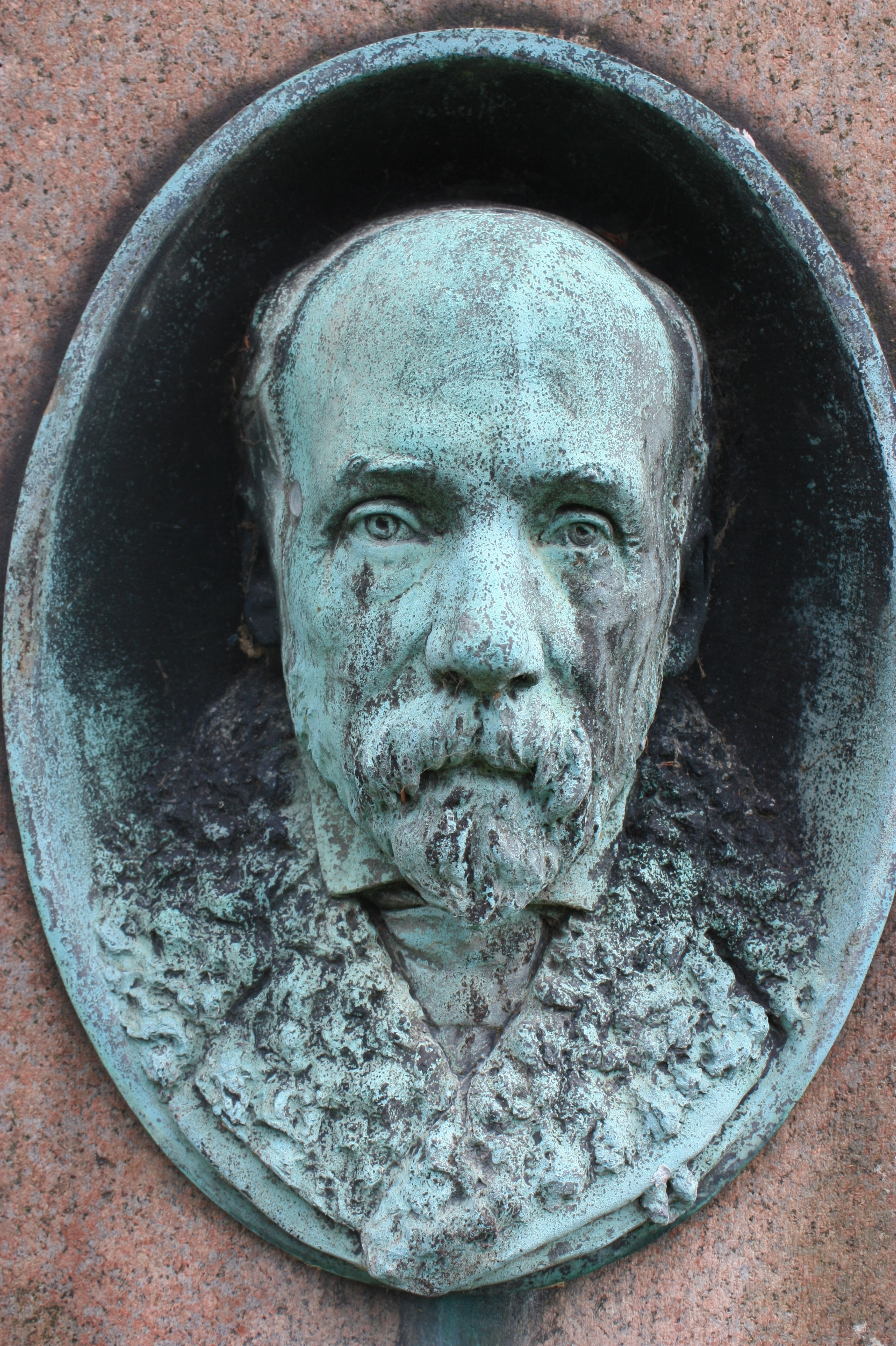
صورة تمثال جون أندرسون على قبره

جون أندرسون (بالإنجليزية: John Anderson)‏ هو عالم تشريح وعالم أحياء الاسكتلندي من الذين عملوا في الهند والقيم على المتحف الهندي. ولدى يوم 4 أكتوبر 1833 في إدنبرة و توفي يوم 15 أغسطس 1900. هو الابن الثاني لتوماس أندرسون الذي كان يعمل في البنك الوطني في اسكتلندا وزوجته جين كليجورن. جون اهتم بتاريخ الطبيعي في سن مبكرة كما فعل شقيقه توماس أندرسون، الذي كان يعمل في حديقة النباتات الملكية في كلكتا في الفترة من 1861 إلى 1863. ذهب إلى المدرسة في ساحة جورج الأكاديمية قبل أن ينضم إلى العمل في بنك سكوتلاند. غادر البنك لدراسة الطب وتخرج من جامعة ادنبره في عام 1861. درس علم التشريح من قبل جون جودسر وأصبح طبيبا في عام 1862 مع ميدالية ذهبية لأطروحته في علم الحيوان
.

## المنشورات
- Anderson, Grace Scott & Anderson, John (1884). Japan from India: letters & notes of the journey of two travellers, chiefly by one of them. Calcutta?: Privately printed. 287 pp.
- Anderson J. (1896). A Contribution to the Herpetology of Arabia, with a preliminary list of the reptiles and batrachians of Egypt. London: R.H. Porter. 124 pp.

## رابط خارجي
- The Anderson brothers

قالب:DNB01 poster